# Что эта природа говорит тебе
«Что эта природа говорит тебе» (кор. 그 자연이 네게 뭐라고 하니།) — художественный фильм южнокорейского режиссёра Хон Сансу. Его премьера состоялась в феврале 2025 года в рамках основной программы 75-го Берлинского международного кинофестиваля.

## Сюжет
Молодой поэт Ха Донхва подвозит свою девушку Чунхи в дом её родителей, расположенный на природе, и поражён его красотой и размерами. Чунхи предлагает Донхва посмотреть дом поближе, где они сталкиваются с отцом девушки. Так Донхва знакомится с родителями Чунхи — Ким Орёном и Чхве Сонхи, а также с её сестрой Нынхи. Его приглашают на обед, и Донхва проводит весь день, а потом и ночь в семье, рассуждая о множестве вещей — от поэзии до планов на жизнь. Утром Донхва уезжает.

## В ролях

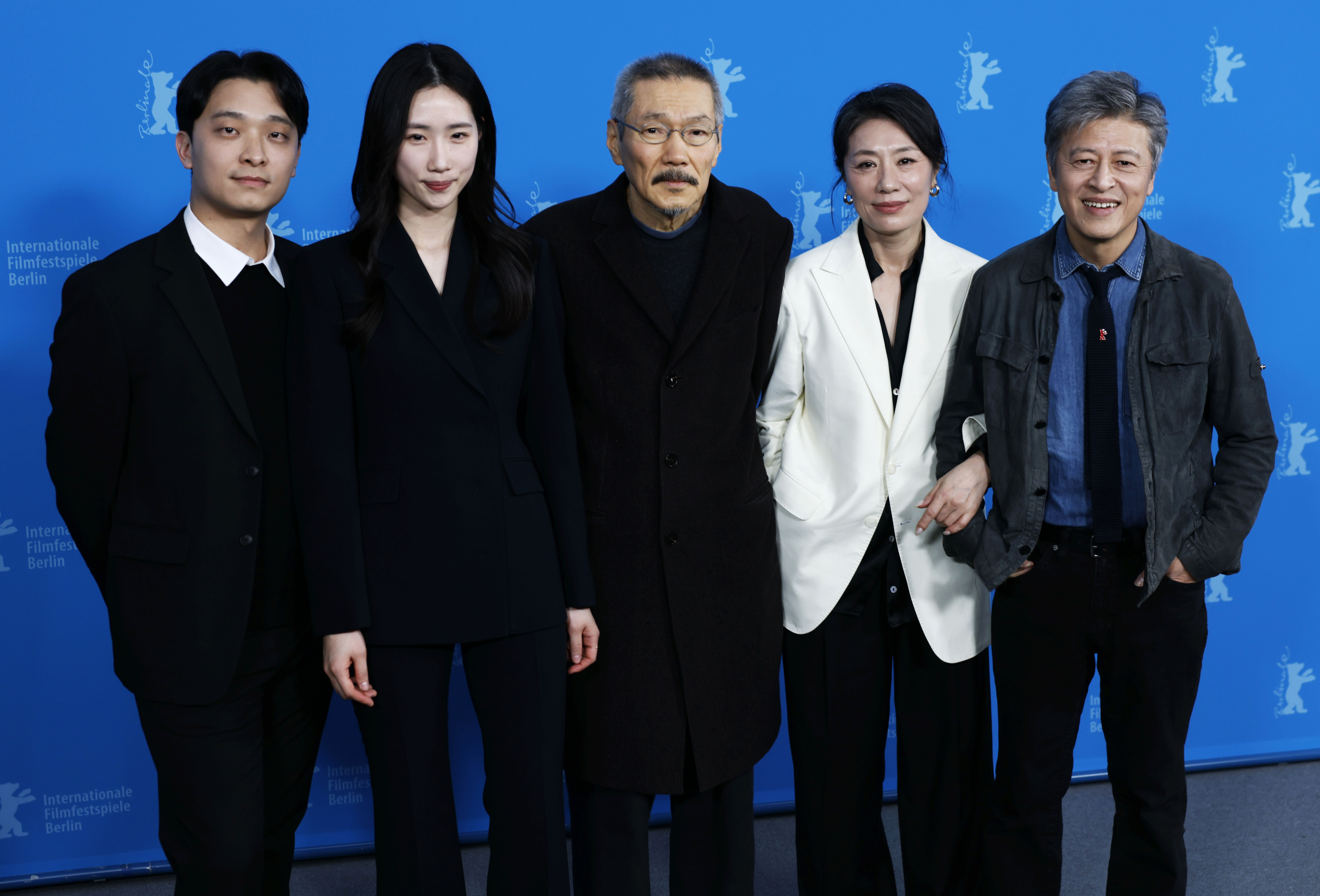
Режиссёр Хон Сансу (в центре) и актёры на премьере фильма

- Ха Сонгук — Ха Донхва
- Квон Хэхё — Ким Орён
- Чо Юнхи — Чхве Сонхи
- Кан Сои — Ким Чунхи
- Пак Мисо — Ким Нынхи

## Премьера и восприятие
Премьера фильма состоялась 20 февраля 2025 года на 75-м Берлинском кинофестивале, в рамках основной конкурсной программы. Призов на фестивале фильм не получил.
Обозреватель портала «ПрофиСинема» Елена Трусова в своей рецензии отметила то, что «в отличие от других тихих, созерцательных работ южнокорейского режиссёра, в этой картине намного больше движения и юмора». Критик подчеркнула тонкую работу режиссёра в едва уловимых деталях, жестах и диалогах, большую откровенность со зрителем при сохранении классического стиля режиссёра — «фильм будто сделан в формате любительского видео, дополненного случайными (неслучайными!) зумами в расфокусе».
Дмитрий Елагин в рецензии для Film.ru указал на большое мастерство режиссёра, несмотря на кажущуюся простоту фильма, отметив неподдельную органичность актёров, особенно Чо Юнхи (сыгравшую мать девушки). Он также обратил внимание на несвойственный Хон Сансу юмор (ранее режиссёр предпочитал жанр драмы). По мнению Елагина, автор фильма сочувствует герою, который не достиг успеха в жизни в глазах членов семьи девушки и продолжает искать своё место в жизни.